# Броненосные крейсера типа «Принцесса де Астуриас»
Броненосные крейсера типа «Принцесса де Астуриас» — боевые корабли испанского флота. Являлись усовершенствованным вариантом броненосных крейсеров типа «Инфанта Мария Тереза», было построено 3 единицы: «Принцесса де Астуриас» (исп. Princesa de Asturias), «Кардинал Сиснерос» (исп. Cardenal Cisneros), «Каталунья» (исп. Cataluña). Устарели уже к моменту вступления в строй.

## Служба
«Принцесса де Астуриас» — заложен в 1890, спущен 17 октября 1896, вступил в строй в 1902 году.
«Кардинал Сиснерос» — заложен в 1890, спущен 19 марта 1897, вступил в строй в 1904 году.
«Каталунья» — заложен в 1890, спущен 24 сентября 1900, вступил в строй в 1903 году.